# Kostel Proměnění Páně (Výprachtice)
Kostel Proměnění Páně stojí na vršku Tábor, ve středu obce Výprachtice u silnice na Bystřec.

## Historie chrámu

### Nejstarší zmínky o kostele ve Výprachticích
První chrám vyrostl v obci patrně zanedlouho po založení Výprachtic (na začátku 13. století), zmiňován je ale až roku 1350. Od roku 1440 pak fungovala ve Výprachticích fara, jíž obhospodařoval jistý Štěpán. Osudy kostela v době husitství nejsou známy.

### Nový kostel z 16. století
V roce 1590 byl ve Výprachticích vysvěcen zřejmě nový chrám, o čemž svědčí později nalezený základní kámen s nápisem: Tento chrám je ku cti Boží v den svatých apoštolů Šimona a Judy létě Páně 1590 posvěcen. Postavena byla i kostelní věž, jejíž spodní část stojí dodnes. Zvony (velký z roku 1538 s menší z roku 1572) byly umístěny v samostatné věži, která byla zbourána roku 1815.

### Rekonstrukce chrámu
V roce 1668 byl kostel opravován, při čemž byla zvýšena kostelní věž. Roku 1691 pak byla věž znovu zvýšena, získala dřevěnou báň a byly do ní umístěny zvony. Zachoval se záznam z 16. července 1792, který sděluje, že na opravu kostela bylo z církevního rozpočtu určeno 86 zlatých a 14 krejcarů.

### Stavba nového kostela
V roce 1815 již bylo zřejmě, že se nevyplatí chrám stále dokola opravovat, a proto byl stržen, stát zůstala pouze kostelní věž. 29. dubna 1816 byly vyměřeny základy a 13. května 1816 byl slavnostně posvěcen základní kámen. Stavba pokračovala velmi rychle, již na podzim byl chrám pod střechou. Jedinou komplikací se ukázaly rozpory ohledně stavby menší sanktusové věže, na níž měl být umístěn umíráček. Nakonec si to obec proti názoru vrchnosti vymohla, ovšem náklady (189 zlatých musela uhradit sama). 8. srpna 1816 mohla být stržena báň věže. Stavba byla dokončena 28. srpna 1818, kdy byly na věži slavnostně umístěny zvony (z let 1538, 1572 a 1660, umíráček byl zhotoven roku 1708 a malý sakristijní zvon roku 1666). Celá stavba přišla na 7 060 zlatých a 72 krejcarů.

### Vybavování kostela a opravy v průběhu 19. století
Chrám byl vysvěcen 1. srpna 1819 v deset hodin dopoledne Josefem Ondřejem Stehnem. Hlavní oltář k této příležitosti za 700 zlatých vyrobil šumperecký Josef Girchs. Postranní oltáře přibyly do chrámu o deset let později. Hlavní oltář byl 10. února 1852 papežem Piem IX. prohlášen za způsobilý k získávání odpustků, rok nato byla do oltáře zasazena deska se zlatým nápisem referující o této události. V roce 1834 byla započata stavba kostelní zdi, celý hřbitov byl obezděn v roce 1837. Roku 1851 byl kostel omítnut, na hřbitově byla postavena márnice a střecha dostala novou šindelovou pokrývku. O dva roky později pak byla střecha vybavena fermežovým nátěrem. V roce 1890 získal kostel novou dlažbu a rok nato nová okna. Roku 1897 pak byla za faráře Josefa Neškudly provedena masivní renovace: kostel byl vymalován Ludvíkem Nejedlým z Nového Bydžova, získal nový oltářní obraz a křížovou cestu od Eduarda Neumana, nové oltáře, opravené varhany a lavice a nová bohoslužebná roucha, jakož i další nové vnitřní zařízení. 24. října 1897 byl slavnostně vysvěcen biskupem Eduardem Brynychem. Opravy si vyžádaly celkovou částku 11 218 korun.

### Stavební práce na kostele ve 20. století
V roce 1913 byla šindelová střešní pokrývka nahrazena eternitem. Za deset let byla opravena omítka a okna na věži, což si vyžádalo 21 448 korun a 90 haléřů. Roku 1927 byla vybudována nová hřbitovní brána. V roce 1954 proběhla velká úprava hřbitova, byla rozbořena dosavadní zeď a hřbitov byl zvětšen, vyrostla i nová márnice. Ta stará byla definitivně odstraněn v roce 1966 poté, co přišla za bouře o střechu. V letech 1967–1968 proběhla významná rekonstrukce celého kostela, o níž se zasloužil tehdejší farář pater Rudolf Seidl. Kostel byl nově omítnut, opatřen novým oplechováním i eternitovou omítkou.

### Nejnovější opravy
V 90. letech 20. století získal kostel nejprve nový nátěr báně a poté i žlutou fasádu. V současně době probíhá rekonstrukce interiérů, která má vyřešit dlouhodobý problém s vlhkostí. Chrám byl též v roce 2006 vybaven novou dlažbou.